# 古島義英

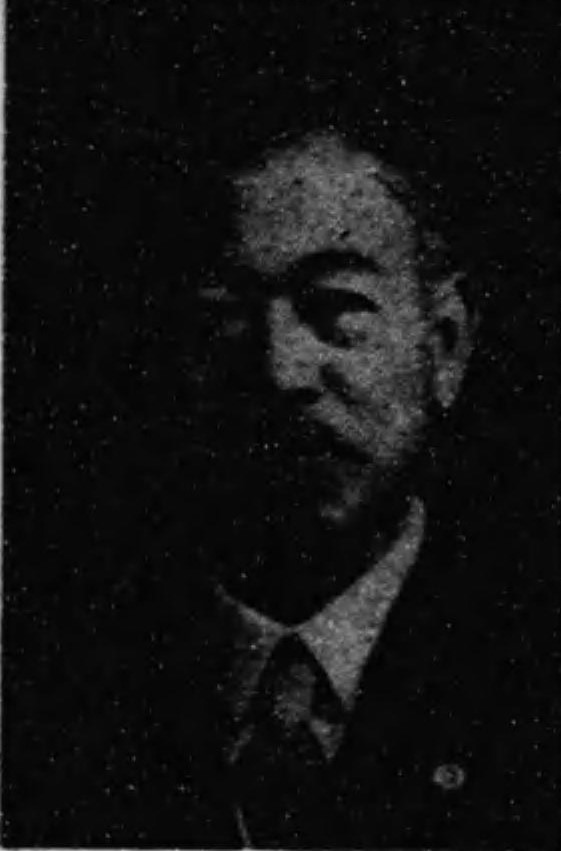
古島義英

古島 義英（ふるしま よしひで / ぎえい、1885年（明治18年）6月12日 - 1962年（昭和37年）8月31日）は、日本の政治家、弁護士。衆議院議員。

## 略歴
埼玉県南埼玉郡三箇村（菖蒲町を経て現久喜市）に生まれる。1906年（明治39年）に日本大学法律科を卒業し、判事検事登用試験及び弁護士試験に合格し、司法官試補を経て弁護士となる。1926年（大正15年）の東京市会議員選挙に立候補したが落選した。1930年（昭和5年）の第17回衆議院議員総選挙に立憲民政党から出馬し、当選する。以来通算7回当選。1942年（昭和17年）の第21回衆議院議員総選挙では翼協非推薦で立候補して落選した。その間に第1次吉田内閣の司法政務次官、裁判官弾劾裁判所長、臨時法制調査会委員長、裁判官訴追委員会長等を歴任する。また、民主自由党相談役・常任総務、自由党総務、自由民主党相談役を務める。
1955年（昭和30年）の第27回衆議院議員総選挙後の特別国会で日本民主党から衆議院副議長選挙に立候補したが、野党自由党などが推した社会党右派の杉山元治郎に敗れた。
1958年（昭和33年）の第28回衆議院議員総選挙において自由民主党から立候補したが落選し、政界を引退した。

## 著書
- 『有罪か無罪か内証の鑑定』（中央書院、1914）